# Haecksen
Die Haecksen sind eine 1988 von Rena Tangens und Barbara Thoens gegründete Gruppe technologieinteressierter FLINTA-Personen im Umfeld der deutschen Hackerszene, deren selbsterklärtes Ziel darin besteht, dort und in MINT-Berufen intersektional feministische Standpunkte zu verankern. Entsprechend wird Haeckse manchmal als eine Bezeichnung für Hacker genutzt, die sich innerhalb des FLINTA-Spektrums identifizieren. Die Gruppe selbst sieht die undifferenzierte Verwendung des Ausdrucks für alle nicht cis-männlichen Hacker allerdings kritisch.
Das Kunstwort leitet sich vom ursprünglichen Hacker ab und spielt auf das deutsche Wort Hexe an. „Haeckse“ sind, Stand April 2025, alle Personen auf der Mailingliste der Gruppe.

## Geschichte
Die Gruppe wurde 1988 von Rena Tangens und Barbara Thoens als Club ausschließlich für weibliche Computerinteressierte gegründet, um eine Grenze gegen die männlichen Dominanz im Technikbereich zu ziehen. Viele der ersten Mitglieder, wie etwa Cornelia Sollfrank, hatten einen cyberfeministischen Hintergrund, späterer Zulauf bestand allgemein aus computerbegeisterten Frauen und Mädchen. Obwohl die Gründung im Kontext des Chaos Computer Clubs (CCC) stattfand und die Gründerinnen zu diesem Zeitpunkt dort aktiv waren, verstehen die „Haecksen“ sich als eigenständige Gruppe, die aber „chaos-nahe“ sei und vom CCC vereinzelt mit Wissen, Erfahrung und finanziell unterstützt werde. Stand 20. Mai 2024 ist der „Haecksen e.V.“ ein gemeinnütziger Verein mit Sitz in Karlsruhe.
Als Haecksen bezeichnet sich ein Kollektiv aus FLINTA* Mitgliedern „für Techniker*innen, Hacker*innen, Maker*innen, Wissenschaftler*innen, Künstler*innen, Aktivist*innen im Umfeld der deutschen Hacker*innenszene und solche, die es werden wollen.“ Seit Sommer 2021 sind die Haecksen offen für alle FLINTA*-Personen.
Die Haecksen treffen sich jährlich unter anderem auf dem Chaos Communication Congress des CCC und veranstalten eigene Projekte. Ebenso finden regionale Veranstaltungen statt, wie beispielsweise 2003 in Aalen. Da sie sich als virtueller Erfahrungsaustauschkreis (ERFA-Kreis) verstehen, ist ihr wichtigstes Kommunikationsmittel eine Mailingliste.

## Hintergrund
Innerhalb des „purely white male phenomenon“ der „hacking culture“ wurden weibliche Hacker allgemein für lange Zeit als Ausnahmeerscheinung wahrgenommen. Für die Tatsache, dass Hacker in der Anfangszeit, das heißt in den 1950er- und 1960er-Jahren sowie bis in die 1980er-Jahre vor allem männlich und weiß waren, lieferte Alison Adam in ihrer Studie Gender, Ethics and Information technology eine zunächst einfache Erklärung: Zugänge zu verfügbaren Rechnern gab es anfangs in den USA nur auf dem Campus und sie konnten nur nachts genutzt werden. Der Zugang war daher für Frauen mit Kindern ebenso erschwert wie für ethnische Minderheiten, die nächtliche Campusbesuche aus Furcht vor rassistischen Übergriffen scheuten. In dieser Zeit veränderte sich das Programmieren von Rechnern auch von einem wenig wertgeschätzten und schlecht entlohnten Frauenberuf zu einer höher angesehenen Männerdomäne.
Michael Nagenborg weist in seiner Studie Hacker – Computer als Werkzeug und Symbol der Macht darauf hin, dass „hacking“ auch in den 1990er-Jahren noch als fast ausschließlich männliches Phänomen galt, und wirft im Umkehrschluss die Frage auf, ob Computer unter anderem auch deswegen als „männliche Sache“ gelten, weil „hacking“ als männliche Aktivität gilt. Im geringen Frauenanteil unter den Hackern sieht er einen Widerspruch zu der egalitär geprägten so genannten „Hackerethik“. Nagenborg untersucht anhand der Analysen von Michel Foucault die allgemeinen „Machtbeziehungen“ und kommt zum Ergebnis, dass die Form der Arbeitsethik und der hohe Anspruch an Fortbildung von Hackern sowie die Betonung des technischen Aspektes von „hacking“ – als Abwehrhaltung gegen die Kriminalisierung – es Frauen nicht leicht mache, sich als Hacker zu identifizieren. Die Pathologisierung der Hacker in der Wissenschaft und die Verbreitung eines entsprechenden Hackerbildes in den Massenmedien würden diesen Effekt verstärken.
Inzwischen bilden weibliche Hacker jedoch einen festen Bestandteil der Szene, was von Nagenborg nach Foucault so gedeutet werden könne, dass „sich ‚Haecksen‘ nicht länger an traditionellen Rollenmustern orientieren und z. B. ‚Frau‘ und ‚Technik‘ nicht als Widerspruch wahrnehmen. Denn nach Foucault ist es eine viel versprechende Form des Widerstandes, sich selbst neu zu definieren.“

## Kritik an der Verwendung von Haeckse für alle nicht-männlichen Personen
Aufgrund der historisch negativen Konnotation des Begriffs „Hexe“ (siehe Hexenverfolgung) sieht der Verein die pauschale Verwendung des daraus gebildeten Ausdrucks „Haeckse“ für Hacker, die sich nicht als cis-männlich identifizieren, kritisch. Vielmehr solle die Bezeichnung nur im Rahmen einer Umdeutung verwendet werden, die sie positiv neu besetzt (wie es zum Beispiel auch mit dem der Begriff queer unternommen wurde). In diesem Sinne ist „Haeckse“ eine bewusst genutzte Eigen- und keine Fremdbezeichnung:

„Wir suchen uns aus, dass wir Haecksen heißen wollen. Aber nicht jedes weiblich gelesene Wesen der Hacker*innen Community [sic] möchte als Haeckse bezeichnet werden (und es gibt mehr als zwei Geschlechter), daher sprechen wir uns explizit dagegen aus, dass pauschale Bezeichnungen wie “Liebe Hacker und Haecksen” genutzt werden.“

„Haeckse“ sind, Stand April 2025, nach Angaben des Vereins aber alle Personen auf dessen Mailingliste, auch diejenigen, die keine Vereinsmitglieder sind.